# Edu & Maraial
Edu e Maraial é um projeto musical brasileiro voltado ao sertanejo e formado pelos cantores e compositores Edu Luppa e Marquinhos Maraial.

## História
Entre 2006 e 2010, Edu Luppa e o também cantor e compositor Marquinhos Maraial, uniram suas carreiras para cantar suas próprias canções e de alguns amigos de trabalho, formando a dupla Edu & Maraial. Com um ritmo totalmente novo, um bolero executado de forma mais alegre, mas agitada, que eles chamam de ''bolerado, um bolero acelerado" e aos bordões criados por eles como "Whisky pro povo, garçom!" e "Se é pra chorar, a gente chora!".
No álbum Fica Comigo, Paulinha!, da banda Calcinha Preta, a dupla cantou a faixa Arreia Cerveja, e Marquinhos Maraial também canta várias faixas no mesmo disco, substituindo o vocalista Daniel Diau, que estava afastado da banda durante a gravação por motivos de saúde.
Um dos seu primeiros sucessos foi a canção Doce Mel, em parceria com a Banda Calypso, onde a dupla ganhou projeção nacional ao participar do DVD da mesma, em Goiânia, no ano de 2008.
Em 17 de maio de 2008, a dupla grava o seu primeiro DVD, ao vivo no Recife, onde emplacaram as musicas Ligação Fora de Área, Só Saudade, Simbora Beber, Fazer Pirraça, Arreia Cerveja, dentre outras.
Em 2009, a dupla lança o álbum Pra Todos os Gostos, que traz em seu repertorio as canções Mal de Amor e O que é o que é?, que foi regravada por Leonardo, junto com as canções Arreia Cerveja, e Zuar e Beber.
Em 28 de outubro de 2010, Marquinhos Maraial abandonou os palcos como parceiro da dupla, para seguir carreira na política. Um novo parceiro assume a trajetória da dupla, o também cantor e compositor Isac Maraial, dando continuidade ao projeto até meados de 2014. Em 2019, Marquinhos Maraial se junta novamente a Edu Luppa, que se apresentava pelo Brasil em carreira solo desde 2018 e os mesmos retomam o projeto.

## Discografia

### Álbuns de estúdio
- 2008: Edu & Maraial - Para Todos Os Gostos

### Álbuns ao vivo
- 2010: Edu & Maraial - Ao Vivo

### Participações
- 2007: Banda Calypso - DVD Ao Vivo Em Goiânia
- 2007: Calcinha Preta - Fica Comigo, Paulinha!
- 2008: Magníficos - Telefone Fora de Área
- 2009: Banda Calypso - Amor sem Fim
- 2023: Malla 100 Alça - Essências